# Верџин Острејлија
Верџин блу (енгл. Virgin Blue) је аустралијска нискотарифна авио-компанија са седиштем у Бризбејну. Тренутно је друга највећа авио-компанија у Аустралији и трећа најпрофитабилнија нискотарифна авио-компанија на свету (после ГОЛ-а и Рајанера).

## Историја
Ова авио-компанија је основана 3. августа 2000. године и располагала је са два авиона који су дневно обављали седам повратних летова између аеродрома у Бризбејну и Сиднеју. Временом, дестинације су проширене до свих главних градова у Аустралији и популарних туристичких места у Аустралији.
Почетак компаније се поклапа са временом колапса авио-компаније Енсет септембра 2001. године. Колапс Енсета је омогућио Верџин Блу да се брзо развије до ранга друге аустралијске авио-компаније, која је, иако мала нискотарифна авио-компанија, постала конкурентна са већим аустралијским авио-компанијама. Верџин Блу је користила места на терминалима која је некада користио Енсет, што је допринело развоју компаније до садашњих размера.
Септембра 2003, Верџин блу је објавила да ће њена поткомпанија, Пацифик блу, понудити путницима јефтине летове између Новог Зеланда и Аустралије. Пацифик блу жели да буде нискотарифна конкуренција за Ер Нови Зеланд и Квантас у летовима између Аустралије и Новог Зеланда. Ер Нови Зеланд је основао своју нискобуџетну авио-компанију Фридом ер. Квантас је свој Џетстар убацио у конкуренцију са Верџин блуом. Ер Нови Зеланд и Квантас и данас лете између Аустралије и Новог Зеланда. Са Пацифик блу, Верџин блу је ушла на сцену Новог Зеланда летовима између Окланда и Велингтона, Крајстчерча и Велингтона, и Окланда и Крајстчерча, који су почели 12. новембра 2007.

## Међународни летови
Видите В Аустралија
Почетком 2006. Верџин блу је изразила жељу да лети до седам летова недељно до дестинација у Америци, где би користили или Аеродром Лос Анђелес (LAX) или Аеродром Сан Франциско (SFO). Такође, изражена је и жеља за отварањем летова до Јапана.
Авио-компанија је добила дозволу да лети до 10 летова 25. јула 2007. од аустралијске владе. Први лет је обављен за Лос Анђелес 28. фебруара 2009.
Верџин блу је наручила шест авиона типа Боинг 777-300ЕР за своје међународне летове. Седми авион ће бити изнајмљен.

## Флота
Јуна 2009, Флота Верџин блу се састоји из следећих авиона:
| Авион         | Укупно             | Капацитет (Премијум економска + економска класа) | Капацитет (само Премијум економска класа) | Напомене                                                                |
| ------------- | ------------------ | ------------------------------------------------ | ----------------------------------------- | ----------------------------------------------------------------------- |
| Боинг 737-700 | 21                 | 12+132                                           | 144                                       | Могуће је сва места претворити у премијум економску класу               |
| Боинг 737-800 | 28 (+ 9 наручених) | 12+168                                           | 180                                       | Могуће је сва места претворити у премијум економску класу               |
| Ембраер 170   | 6                  | 12+66                                            | 78                                        | Могуће је сва места претворити у премијум економску класу (без сточића) |
| Ембраер 190   | 13                 | 12+92                                            | 104                                       | Могуће је сва места претворити у премијум економску класу (без сточића) |

## Дестинације
- За више информација видети: Редовне линије Верџин блуа